# Blues eléctrico

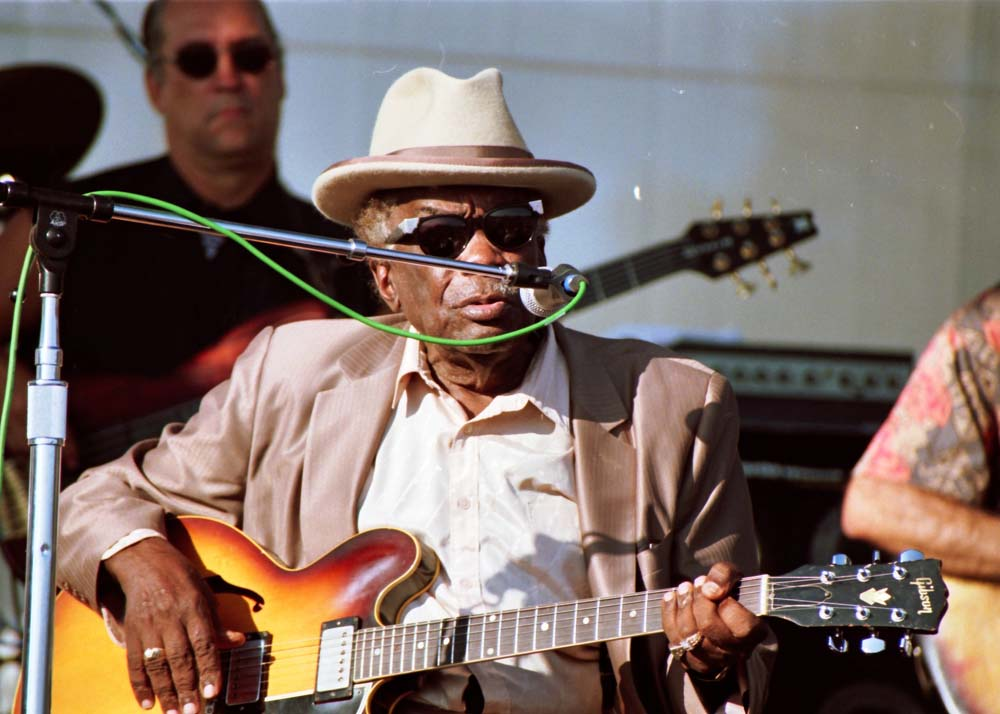
John Lee Hooker

El blues eléctrico corresponde a un género de música blues distinguido por el uso de guitarra eléctrica, bajo y armónica. El blues eléctrico suele enmarcarse dentro de varios subgéneros de blues, como el Chicago blues, Texas blues y el Memphis blues.

## Historia
El blues eléctrico emergió como un género propio hacia la mitad de la década de 1940; los primeros artistas norteamericanos de blues eléctrico inspiraron el nacimiento del blues británico hacia la década de 1960, estilo que incluye a músicos y grupos como John Mayall, Eric Clapton, The Yardbirds y los primeros integrantes de Fleetwood Mac así como grupos de música rock famosos como Led Zeppelin y The Rolling Stones.

## Intérpretes destacados
- Eric Clapton
- Fleetwood Mac
- Rory Gallagher
- Buddy Guy
- Slim Harpo
- Elmore James
- B.B. King
- Jimmy Reed
- Eric Sardinas
- Stevie Ray Vaughan
- Muddy Waters
- Howlin' Wolf
- Jimi Hendrix
- Pappo
- Joe Bonamassa
- Albert King
- Freddie King
- Albert Collins
- John Lee Hooker
- Robert Johnson
- Willie Dixon
- Sonny Boy Williamson II
- Big Joe Williams
- Leadbelly
- John Mayall
- Gary Moore
- Johnny Winter

- Datos: Q640097
- Multimedia: Electric blues / Q640097